# 朝日重章
朝日 重章（あさひ しげあき、延宝2年（1674年） - 享保3年9月14日（1718年10月7日））は、江戸時代の尾張藩士。幼名は甚之丞。のち、亀之助、文左衛門。家督を譲られた後は父の名前を嗣いで定右衛門。日記『鸚鵡籠中記』の著者である。

## 略歴
- 延宝2年（1674年）、朝日家の三男として誕生。父は重村（定右衛門、重章に名を譲った後は善太夫。尾張藩徳川家御天守鍵奉行、知行100石）。
- 元禄4年6月13日（旧暦、1691年7月8日）、日記を書き始める。
- 元禄6年4月21日（旧暦、1693年5月25日）、弓術師匠の朝倉忠兵衛の娘けいと結婚。しかし生来重章の女癖が悪く、後に離婚。その後、すめという農家出身の娘と結婚するもすめも嫉妬深い性格かつ暴力も振るわれ、家庭環境に生涯悩まされていた[1]。
- 元禄7年（1694年）12月、家督を継ぐ（御城代組、御本丸御番、知行100石）。
- 元禄13年（1700年）4月、藩の御畳奉行となる。役料40俵。
- 宝永5年（1708年）8月、定右衛門に改名。
- 宝永6年（1709年）、娘のおこんが嫁ぐ。しかし、このころより深酒が祟り、健康状態を害することが多くなった（「予 沈酔吐逆 終日気分不快 眼中黄ばみ小便濃し」と日記に残している[1]ことから、黄疸を患っていたと考えられる）。
- 享保2年12月29日（旧暦、1718年1月30日）で日記絶筆。
- 享保3年9月14日（旧暦、1718年10月7日）没。享年45。法名月翁了天居士。菩提寺は善篤寺。

## 朝日家について
- 尾張藩の藩士の系図をまとめた「士林泝洄」によると、先祖は甲斐武田家に仕えた「古田重虎」という足軽とのことで、その子の右衛門の時に武功として「朝日」姓を拝領したのが始まりとある。この朝日右衛門が、武田家滅亡後は平岩親吉に知行30石で仕えることとなるが、軍功により加増を重ね、100石取りとなる。子に朝日惣兵衛重政、孫が重章の父である朝日定右衛門重村である。

- 兄に伝蔵、三太郎がいたが、いずれも早世したため、三男の重章が後継ぎとなった。重章には男子が産まれなかった（子供は長女おこん、次女あぐりの二人）ため、親族の古田家から養子を迎え「朝日善右衛門」と名乗らせたが、病弱で出仕できず、屋敷や知行を返上。善右衛門も享保11年8月に病死、朝日家は断絶となった[2]。

## 人物・エピソード

### 酒
仲間と飲む酒を大いに好み、日記にも多く記載されているが、深酒し過ぎゆえの失敗も多い。本人もその日は反省するのだが、次の日には忘れて飲みに出るなど、全く懲りておらず、それが彼の命を縮めることとなった。
- 「予、昨夜、酒過ぎ、且つ食傷（食あたり）の気味なり。心神、例ならず、今朝二度吐逆す。従来慎むべし」（元禄13年6月7日）
- 「予、政右（相原政之右衛門、上司の息子。飲み仲間）にて昼、酒給（食）ぶ。吐逆し、はなはだ困る」（元禄13年6月21日）
- 「予、暮れ前に帰る。はなはだ沈酔し吐逆云うべからず」（元禄13年11月26日）
- 「晴。予、はなはだ酒に酔い吐することはなはだしく、殆ど我を忘れ、呼吸絶して大息す。謹じて後を戒めよ、愚かなるかな愚なるかな、今夜より禁酒」（宝永元年11月7日）

と、飲んでは吐いて反省する繰り返しである。しかし、
- 「予、御下屋敷にて沈酔まかり帰り、吐逆はなはだしく、はなはだ懲る」（宝永2年10月9日）

このように反省はするのだが、
- 「加兵（関加兵、釣り仲間）へ行き、瀬左（石川瀬左衛門、飲み仲間）も来たり、酒肴など給べる」（宝永2年10月10日）

次の日には、懲りずに飲みにいってしまうのである。
- 「雷鳴あり、辰半刻（午前8時ごろ）より弥次（姓不明、弥次衛門。友人の一人か）とともに風笑を誘い酒、給ぶ。それより石神にて酒、給ぶ。木ヶ崎へ行き、弁当給べて大森寺へ行き酒。子（午前0時ごろ）過ぎに帰る。予、大いに吐く。帰りても吐く」（正徳5年3月18日）

と、朝から深夜まで飲んでいるが、こんな生活が長く続くはずもなく、
- 「時どき呑酸、出づ。腹悪張りにはり、気宇すぐれず。腹筋引きつり、物を言うこと不自由。したたかに吐く」（享保2年12月27日）

となり、この２日後に「鸚鵡籠中記」は絶筆となるのである。

### 芝居
酒とともに、こよなく愛したのが能楽と「操り（人形浄瑠璃）」であった。暇さえあれば悪友たちと連れ立って出かけていき、上方に公用で出張した時など、同じ歌舞伎の演目を３日連続で見に行くなど、重度の中毒と言っても過言ではない。
- 「若宮にて操り。日親上人徳行記。太夫、笹尾平太夫、また側に踊りあり。太夫、隼桐之助八歳、軽業、物まね、大阪踊。」（元禄5年9月9日）
- 「予、石川三四郎、中野勘平（ともに友人か）と誘引し、若宮にて踊りおよび操りを見る。浄瑠璃の面白さ、からくりの奇妙さ、千花金字落五色、彩雲流廻背楽心実盛。」（元禄5年9月10日）
- 「予、若宮へ行き踊および操りを見る。能の加茂、但し中入りより帰る。」（元禄5年9月13日）
- 「予、若宮へ行く。踊りおよび操りを見る。能は田村なり。」（元禄5年10月15日）
- 「予、相応寺下神明にて神楽能を見る。」（元禄5年10月16日）
- 「予、若宮へ行き、操りを見る。能は高砂。中入り後、出る。」（元禄5年10月17日）
- 「予、若宮へ行く。踊および操りを見る。能は高砂。中入りより帰る。今日にて操り、仕廻（興業の終わり）なり。」（元禄5年10月18日）

と、ひっきりなしに通っているのが分かる。内容にもうるさく、つまらなかった場合はダメ出しをしている。
- 「平左（加藤平左衛門）、分内（都築分内）、太田忠左（太田忠左衛門、それぞれ遊び仲間。加藤は同僚（御本丸御番）でもある）と児玉へ操り見物に行く。富士の牧狩。太夫は名人といへども、浄瑠璃古めかしく面白くなし。」（元禄8年4月10日）
- 「快晴。辰八刻（午前9時ごろ）、予、横長右（横長右衛門）、加平左（前述の加藤平左衛門、それぞれ遊び仲間）と共に日置へ行く。操り浄瑠璃を見る。御供米御蔵開く。太夫は加太夫流なり。みな善しと称す、然れども予を以ってこれを見れば、義太夫は入室、佐太夫は升堂を欲す。」（元禄10年2月9日）

### 投網・釣り
芝居がない時は釣り、投網打ちが多い。「生類憐みの令」全盛期であっても、藩からの禁令が出ても、そのようなものはどこ吹く風。サボタージュを決め込み、友人たちとしょっちゅう「殺生」と称して出かけている。
- 「予、味鏡へ鮠（ウグイ）釣りへ行く。然れども西風吹いて、棹投じるに及ばず。空しく帰る。志賀にて興津安右（興津安右衛門、遊び仲間）に逢ふ。御用水にて酒を給ぶ。鮠十二、三釣り帰る」（元禄6年5月17日）

と、部屋住み、かつ新婚にもかかわらず出かけており、
- 「昼過ぎより、予、山崎へ殺生に行く。橋より上十町余を網して打つ。塩（潮）先に鯐（すばしり、ボラの子）を打たんと欲し、暮れ前にまた橋辺に来たる処に塩満ち、深くして鯐一疋も取れず。鯐は塩素凝（干潮）の時、橋の上下二十町余の間を打つといふ。また塩先のそろそろ来る時も吉と。戌半（午後8時ごろ）に帰る。」（元禄8年6月18日）

家督を継いでからは釣りよりも投網（網打ち）が多くなり、友人に頼み大金（金一分）を払って新しい網を作ったりしている。
- 「予、金谷坊池へ殺生に行く。」（宝永3年9月2日）
- 「予、昼半ごろより大曾根より金谷坊へ網打ちに行く。暮れて帰る。」（宝永3年9月6日）
- 「予、昼ごろより瀬左（石川瀬左衛門、前述）、平太（姓名不明）と地蔵池へ網打ちに行く。道すがら酒飲み、楽。帰り、どぢゃう一升求め、三人して食ふ。」（宝永3年9月9日）
- 「予、昼過ぎより地蔵池へ行く。」（宝永3年9月11日）
- 「予、昼半より地蔵池へ網打ち。」（宝永3年9月14日）
- 「予、殺生に行く。地蔵池にて網し、未（午後2時ごろ）前に帰り、また金谷坊池へ行く。鮠、多く得たり」（宝永3年9月17日）

と、奉行になってからも飽きることなく、邸宅から10km以上ある地蔵池へ徒歩で何度も出向くなど、「殺生」に夢中であった。